# Soure (Portugal)
Soure es una villa portuguesa del distrito de Coímbra, região Centro y comunidad intermunicipal de Coímbra, con cerca de 8500 habitantes.

## Geografía
Es sede de un municipio con 263,91 km² de área y 17 261 habitantes (2021), subdividido en diez freguesias. El municipio está limitado al norte por Montemor-o-Velho, al nordeste por Condeixa-a-Nova, al este por Penela, al sudeste por Ansião, al sur por Pombal y al oeste por Figueira da Foz.

## Demografía
| Gráfica de evolución demográfica de Soure entre 1864 y 2021 |
|                                                             |
| Datos según el nomenclátor publicado por el INE portugués.  |

## Organización territorial
El municipio de Soure está formado por diez freguesias:
- Alfarelos
- Degracias e Pombalinho
- Figueiró do Campo
- Gesteira e Brunhós
- Granja do Ulmeiro
- Samuel
- Soure
- Tapéus
- Vila Nova de Anços
- Vinha da Rainha

## Patrimonio
- Castillo de Soure